# 丸ゴシック体
丸ゴシック体（まるゴシックたい）とはゴシック体と同様にほぼ均一な太さの点画で構成されるが、その画の両端や曲がりなどを丸めた書体である。

## 概要

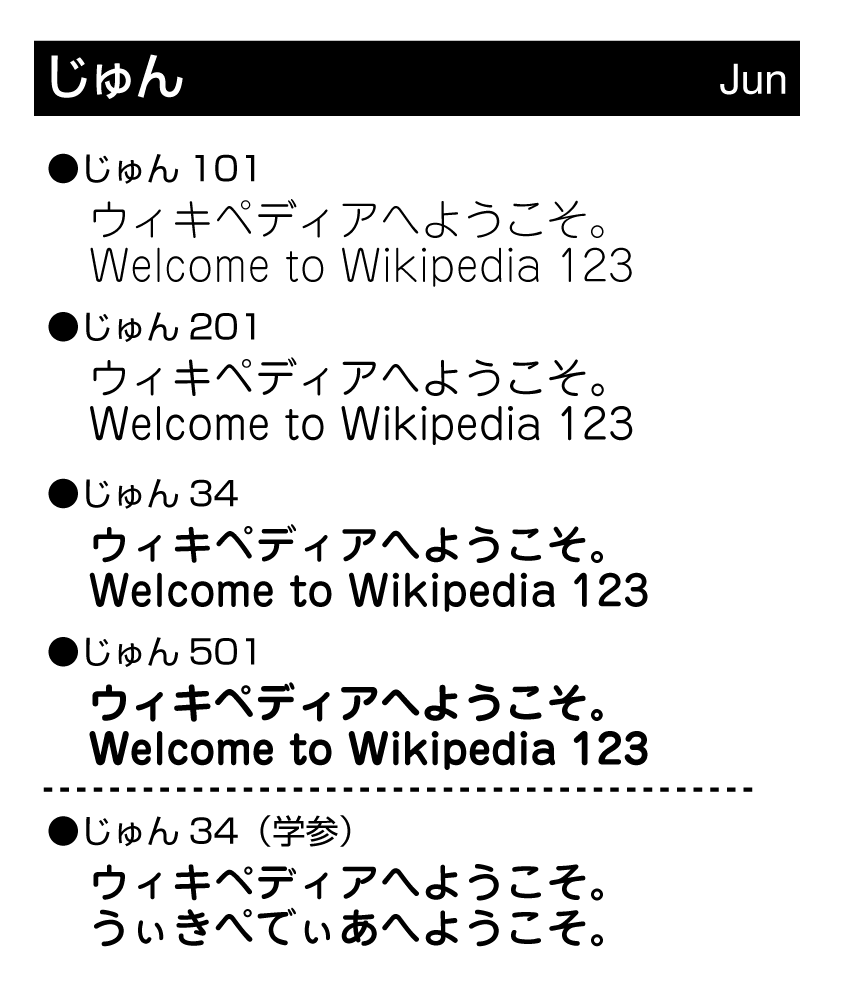
丸ゴシック体の一つ「じゅん」の書体見本。

角を丸める手法はラウンド処理と呼ばれ、角の両端に円形や楕円形を埋め込んだような形状のほか角ゴシック体を角丸にしたような形状のものもある（後者は「角丸ゴシック体」と表現される場合もある）。また「アニト」のように視認性・可読性を確保するため、あえて曲がりの内側にはラウンド処理を施していない丸ゴシック体も存在する。
活字としての丸ゴシック体の登場は1900年ごろで、とりわけ初期は篆書のような独特の字形であった。青山進行堂や製文堂に多く見られ画の両端に丸を仕込んだような形状、線の中ほどが細くなる傾向が特徴とされる。骨格・運筆は曲線的で、曲がりにおける丸みが顕著であった。これらは第二次世界大戦を境に姿を消したため、現在の丸ゴシック体の源流は写研の石井中丸ゴシック体と考えられる。この書体では線の幅が一定になるなど、戦前の丸ゴシック体とは異なる特徴が見られる。
また1973年には同社より写植用文字盤として「ナール」が発売された。テレビ番組のタイトルや看板文字のデザインを手がけていた中村征宏によるデザインで、詰め組みの手間を省くべく仮想ボディ目いっぱいに設計されたタイプフェイスは丸ゴシック体に対するイメージを刷新した。
欧文書体においては丸ゴシック体に該当するものに“Rounded”がある（Helvetica Rounded、VAG roundedなど。なお、Helvetica Roundedはディック・ブルーナ作の絵本にしばしば見られる）。

## 丸ゴシック体に分類される書体製品概況
- 第二次世界大戦以前
  - 丸ゴシック体 - 秀英舎、青山進行堂など
- 以後（およその登場順）
  - 写研 - 石井丸ゴシック体、ナールファミリー
  - モリサワ - じゅん、新丸ゴファミリー、ソフトゴシックファミリー、中丸ゴシック体BDB1(写植用)、太丸ゴシック体BD1(写植用)、太丸ゴシック体BD101(写植用)、見出し丸ゴシック体MBD31(写植用)、見出し丸ゴシック体MBD101(写植用)、見出し丸ゴシック体MBD501(写植用)、アローR(写植用)
  - ピー・アンド・アイ - カーサファミリー
  - イワタ - イワタ丸ゴシック体ファミリー、福まるごファミリー
  - 日本活字工業 - 日活丸ゴシック体ファミリー
  - タイプバンク - TB丸ゴシックファミリー
  - モトヤ - モトヤマルベリファミリー
  - リョービイマジクス（タイプバンク） - シリウスファミリー
  - 日本規格協会 - 平成丸ゴシックファミリー
  - フォントワークス - スーラファミリー、筑紫丸ゴシックファミリー
  - タイプラボ - アニトファミリー、レラファミリー
  - SCREENホールディングス - ヒラギノ丸ゴシック体ファミリー
  - ニィス - JTCウインRファミリー
  - 大日本印刷 - 秀英丸ゴシックファミリー
  - エイワン - ZEN丸ゴシックNファミリー

## 重ね丸ゴシック体
ストロークを縁取りして重ねた太丸ゴシック体として、重ね丸ゴシック体が存在する。ディスプレイ書体として使われている。
- 写研 - スーボ (写植のみ)
- モリサワ - アローRステンシル (写植のみ)、トンネル 細線/太線
- アークシステム (字母のOEM提供)[7]
  - システムグラフィ - GMY丸ゴシックOR U/MY重ね丸ゴU
  - リコー - HG重ね丸ゴシックH[7]
  - スキルインフォメーションズ - TA重ね丸ゴ
  - 富士通 - FC重ね丸ゴシックH
- 六歌仙 (デザインフォントえびす) - EB果芽論R8
  - データクラフト - RD果芽論R8 (「デザインフォントえびす」のOEM販売)[8]
- 文鼎科技（中国語版） (Arphic Technology) - AR黒丸POP体H

縁取りのフォントも存在する (FC 袋 重ね丸ゴシックH、AR白丸POP体Hなど) もある。